# Kritsanucha Mueansen
Kritsanucha Mueansen (thailändisch กฤษณุชา เหมือนเสน; * 16. Mai 1997) ist ein thailändischer Fußballspieler.

## Karriere
Kritsanucha Mueansen stand bis Dezember 2022 beim Drittligisten Pathumthani University FC unter Vertrag. Mit dem Verein aus Ayutthaya spielte er in der Western Region der Liga. Anfang 2023 unterschrieb er einen Vertrag beim Zweitligisten Chainat Hornbill FC. Sein Zweitligadebüt für den Verein aus Chainat gab Kritsanucha Mueansen am 9. April 2023 (32. Spieltag) im Auswärtsspiel gegen den Uthai Thani FC. Bei der 3:1-Niederlage wurde er in der 88. Minute für Thanayut Jittabud eingewechselt. Nach der Saison wurde sein Vertrag im Sommer 2023 nicht verlängert. Im Juli 2023 unterschrieb er einen Vertrag beim Drittligisten Nonthaburi United S.Boonmeerit FC. Mit dem Verein aus der Hauptstadt Bangkok spielte er 15-mal in der Bangkok Metropolitan Region der Liga. Nach einer Spielzeit wechselte er im August 2024 nach Ratchaburi zum Erstligisten Ratchaburi FC.